# Uclesia nigrescens
Uclesia nigrescens là một loài ruồi trong họ Tachinidae.